# Rytikari och Pihlajaletto
Rytikari och Pihlajaletto är en ö i Finland. Den ligger i Bottenviken och i kommunen Ijo i den ekonomiska regionen  Oulunkaari i landskapet Norra Österbotten, i den norra delen av landet. Ön ligger omkring 50 kilometer nordväst om Uleåborg och omkring 580 kilometer norr om Helsingfors.
Öns area är 3,8 hektar och dess största längd är 470 meter i öst-västlig riktning.